# Chironomus grisescens
Chironomus grisescens är en tvåvingeart som beskrevs av Goethgebuer 1921. Chironomus grisescens ingår i släktet Chironomus och familjen fjädermyggor.
Artens utbredningsområde är Belgien. Inga underarter finns listade i Catalogue of Life.